# (9294) 1983 EV
A (9294) 1983 EV a Naprendszer kisbolygóövében található aszteroida. E. Barr fedezte fel 1983. március 10-én.